# Janusz Bielski
Janusz Bielski (ur. 29 kwietnia 1934 w Sosnowcu, zm. 7 lutego 2018) – polski lekkoatleta, specjalizujący się w biegach sprinterskich. Po zakończeniu czynnej kariery sportowej trener, nauczyciel akademicki i autor książek.

## Życiorys
Janusz Bielski urodził się 29 kwietnia 1934 r. w Sosnowcu. Dzieciństwo i młodość spędził w Czeladzi. Po studiach w Akademii Wychowania Fizycznego w Warszawie, będąc czynnym sportowcem, przez dwa lata prowadził zajęcia sportowe na Politechnice Śląskiej w Gliwicach. W latach 1959–1973 pracował jako nauczyciel wychowania fizycznego i plastyki w Liceum Ogólnokształcącym nr 60 w Wyszkowie. Ukończył artystyczne studia licencjackie na Akademii Sztuk Pięknych w Warszawie, a następnie podjął zatrudnienie w Wojewódzkim Ośrodku Metodycznym w Rembertowie, gdzie ukończył studia doktoranckie z prakseologii. Do 1993 r. pracował jako adiunkt w Instytucie Kształcenia Nauczycieli i jednocześnie wykładał na wyższych uczelniach jako metodyk nauczania wychowania fizycznego. Habilitację zrobił na Uniwersytecie Humanistyczno-Przyrodniczym w Kielcach, Filii w Piotrkowie Trybunalskim, gdzie pracował do emerytury. Do lutego 2017 r. był wykładowcą w Wyższej Szkole Humanistycznej w Pułtusku oraz Wyższej Szkole Pedagogicznej w Warszawie. Od 2005 r. był prezesem oddziału wyszkowskiego Towarzystwa Wiedzy Powszechnej. Napisał 200 artykułów i 14 książek, m.in. podręczniki „Metodyka wychowania fizycznego i zdrowotnego”, „Podstawowe problemy teorii wychowania”, „Zdrowie i kultura fizyczna na przestrzeni dziejów” a także „Sport i sztuka w cywilizacji antycznej”. Jego hobby była historia olimpizmu, podróże oraz sztuka.
Prof. dr hab. Janusz Bielski zmarł 7 lutego 2018 roku. Urna z jego prochami została złożona do grobu na cmentarzu parafii Matki Bożej Królowej Polski w Wyszkowie.    

## Odznaczenia
- Krzyż Oficerski Orderu Odrodzenia Polski (2008)[3]
- Złotym Krzyżem Zasługi
- Medal Komisji Edukacji Narodowej[1]

## Osiągnięcia sportowe
- Mistrzostwa Polski seniorów w lekkoatletyce
  - Zabrze 1956 – srebrny medal w sztafecie 4 × 100 m, brązowy medal w bieg na 100 m

- Memoriał Janusza Kusocińskiego
  - Warszawa 1957 – III miejsce w sztafecie 4 × 100 m